# 陽子捕獲
陽子捕獲（ようしほかく）は、放射性捕獲の一種。陽子が原子核に捕獲される現象であり、陽子を捕獲した原子核はガンマ線を放出しより重い原子核に変化する。陽子捕獲は恒星内でも発生し、元素合成に貢献する。